# Messier 25
Messier 25 (M25 ili IC 4725) je Otvoreni skup kojeg je otkrio Philippe Loys de Chéseaux. 1746. godine. Charles Messier dodao ga je u svoj katalog 1764. godine. Zanimljivost je da ga John Herschel nije uključio u svoj katalog. Zato danas M25 nije dio NGC kataloga već je kasnije unesen u IC katalog.

## Svojstva
M25 nalazi se u zviježđu Strijelac na udaljenosti od 2,000 ly. Prividni promjer skupa je 32' ili 18 ly u stvarnosti. Procjene o broju zvijezda u skupu se kreću od 86 do 601. Mogući uzrok nesporazuma je blizina ravnine Mliječne staze.
Dvije divovske zvijezde spektralnog tipa M i G prividno se nalaze u skupu. Od njih, samo je zvijezda G tipa član skupa. Skup sadrži i promjenjivu zvijezdu U Sagitarii koja pripada u Delta Cefeide. Njen period promjene sjaja iznosi 6.74 dana. Prisutnost zvijezde tipa Delte Cefej nam govori da skup nije veoma mlad. Starost skupa je procijenjena na 90 milijuna godina. Zvijezda U Sagitarii pomogla je pri određivanju udaljenosti skupa.

## Amaterska promatranja
Prividni sjaj skupa je +4.6 magnituda i s tamnih lokacija u noćima bez mjesečine, moguće ga je vidjeti golim okom. M25 se može vidjeti i uz pomoć najjednostavnijih optičkih pomagala. Pri promatranju teleskopom, ističe se središnja nakupina zvijezda. Preporučuje se uporaba teleskopa s velikim vidnim poljem.